# Golafrus oneili
Golafrus oneili is een insect uit de familie van de mierenleeuwen (Myrmeleontidae), die tot de orde netvleugeligen (Neuroptera) behoort. 
Golafrus oneili is voor het eerst wetenschappelijk beschreven door Péringuey in 1911.